# Eric Turner
Eric Turner, född 1 november 1977 i Boston, Massachusetts, är en amerikansk artist och låtskrivare bosatt i Sverige. Han är mest känd för sin stora hit "Written in the Stars" med Tinie Tempah. Turner har haft stor framgång som låtskrivare, med tre nr. 1 listplaceringar och en förstaplacering på Beatport. Han har samarbetat med artister som Avicii, John de Sohn, Ella Eyre, Inna, Lawson, Kardinal Offishall, Tinie Tempah och Sebjak. Han har samarbetat med Avicii på låten "Dancing In My Head" som utgavs i 6 versioner på en maxi-singel 2012. Turner är även sångare i bandet Street Fighting Man.